# Segunda batalla de Bedriacum
La segunda batalla de Bedriacum fue una de las dos batallas libradas en el «Año de los cuatro emperadores» (69) cerca del poblado de Bedriacum (actual Calvatone en Italia), a unos 35 km de la ciudad de Cremona, en Lombardía. La ubicación exacta del combate se encuentra entre Bedriacum y Cremona, por lo cual, también se le denomina como segunda batalla de Cremona.

## Antecedentes
Posteriormente a la derrota en la primera batalla de Bedriacum, las legiones de las provincias orientales de Judea y Siria proclamaron a Vespasiano como emperador. Él había recibido el mando de la Judea de Nerón en el 67, con la misión de acabar con la revuelta de los judíos. Asimismo, consiguió el apoyo del gobernador de Siria, Cayo Licinio Muciano, y envió a Roma una poderosa fuerza alistada de las legiones de Judea y Siria comandada por Muciano. Él mismo fue a Egipto para asegurar el control del suministro de cereal a Roma. 
Antes de que las legiones orientales pudieran llegar a Roma, las legiones de frontera del Danubio (Recia y Mesia) también expresaron su apoyo a Vespasiano. Tres de estas legiones, la III Gallica, la VIII Augusta y la VII Claudia se encontraban en camino a la ciudad para apoyar a Otón cuando se enteraron de la derrota, viéndose obligados a apoyar a Vitelio, pero cuando supieron del golpe de Vespasiano, inmediatamente pasaron a apoyarlo. Convencieron a las otras dos legiones a unirse a ellos, VII Galbiana y XIII Gemina. En el caso de la decimotercera, fue una decisión fácil pues, al ser uno de los vencidos en la primera batalla de Bedriacum, estaba encargada como castigo, de construir anfiteatros para Aulo Cecina Alieno y Fabio Valente, los comandantes de Vitelio en la batalla. 
Liderados por el comandante de la VII Galbiana, Marco Antonio Primo, las dos marcharon a Roma y, como tenían mucho menor distancia para cubrir, llegaron a Italia antes que las tropas de Muciano.
Cuando Vitelio se entera de la cercanía de Marco Antonio, envió a Cecina a la cabeza de un poderoso ejército, compuesto de la XXI Rapax, la V Alaudae, la I Itálica y la XXII Primigenia, así como vexillatio de siete legiones y otras fuerzas auxiliares. La primera de las legiones de Marco Antonio en llegar a Verona y, aunque fue presionada para atacar antes de la llegada del resto del ejército (Valente se retrasó en Roma a causa de una enfermedad), Cecina se rehusó a hacerlo, pues estaba conspirando con Lucilio Baso, el comandante de la Classis Ravennas, la flota romana en Rávena para que dejara la causa de Vespasiano. Sus tropas se rehusaron a seguir a Baso y prendieron a Cecina. Eligieron como jefes al legado de la V legión, Fabio Fabulo, y al prefecto del campamento Casio Longo.

## La batalla
El ejército de Cecina, ahora sin su general, continuó hasta Cremona. Marco Antonio, que se encontraba en Bedriacum, también siguió hasta dicho lugar con una fuerza de équites (caballería), encontrándose en el camino con la vanguardia del ejército viteliano el 24 de octubre, resultando en una escaramuza. Después de enviar emisarios a Bedriacum para llamar a sus legiones, Marco Antonio llevó la mejor parte y obligó a retroceder a las tropas vitelianas hacia su campamento en Cremona. 
Las fuerzas de Marco Antonio avanzaron por la Vía Postumia en dirección de Cremona. Se hallaron frente al poderoso ejército de Vitelio, que ahora estaba reforzado por otras legiones incluyendo a la legión IIII Macedonica, pero aún sin un comandante, pues Valente todavía no había llegado. La noche ya había caído y la batalla continuó en la oscuridad. La VII legión Galbiana del propio Marco Antonio sufrió graves pérdidas, perdiendo su águila por un tiempo. Uno de sus centuriones sacrificó su vida para recuperarlo más tarde. Finalmente, las fuerzas de Marco Antonio comenzaron a tomar ventaja, y el punto de inflexión llegó cuando rompió el alba.
La III legión Gallica de Marco Antonio –que había servido en Siria durante muchos años– adoptó la siguiente costumbre local: conforme el sol emergía, se volvían hacia el oriente para saludarlo, sin embargo, este acto fue mal interpretado por las fuerzas vitelianas, que pensaron que estaban saludando a refuerzos venidos del este y se aterrorizaron. El campamento viteliano, hacia donde sus fuerzas habían retrocedido fue tomado por Marco Antonio, quien luego atacó Cremona, que no obstante haberse rendido, fue quemada por las tropas victoriosas. 

## Consecuencias
Marco Antonio siguió a Roma, donde Vitelio pretendía abdicar al verse sin posibilidad de continuar en el poder. No obstante, fue hecho prisionero y luego ejecutado el 22 de diciembre del año 69 en Roma. El camino estaba abierto para que Vespasiano pudiera tomar el trono, acontecimiento que puso fin a la sangrienta crisis del año 69.